# Мальмор (Коррез)
Мальмор (фр. Malemort) — муніципалітет у Франції, у регіоні Нова Аквітанія, департамент Коррез. Мальмор утворено 1 січня 2016 року шляхом злиття муніципалітетів Мальмор-сюр-Коррез i Венарсаль. Адміністративним центром муніципалітету є Мальмор-сюр-Коррез. Населення — 8027 осіб (01.01.2021).